# Huskur, Belur
Huskur là một làng thuộc tehsil Belur, huyện Hassan, bang Karnataka, Ấn Độ.